# Jan van Ruysbroeck
Jan van Ruysbroeck (detto anche Jan van den Berghe, o in francese Jean van Ruysbroeck; fl. XV secolo) è stato un architetto fiammingo, bruxellese del XV secolo, dove le date precise della nascita e morte sono sconosciute.
Secondo Guillaume Des Marez, morì in età molto avanzata dopo il mese di luglio del 1485. Fu architetto di corte di Filippo il Buono

## Opere

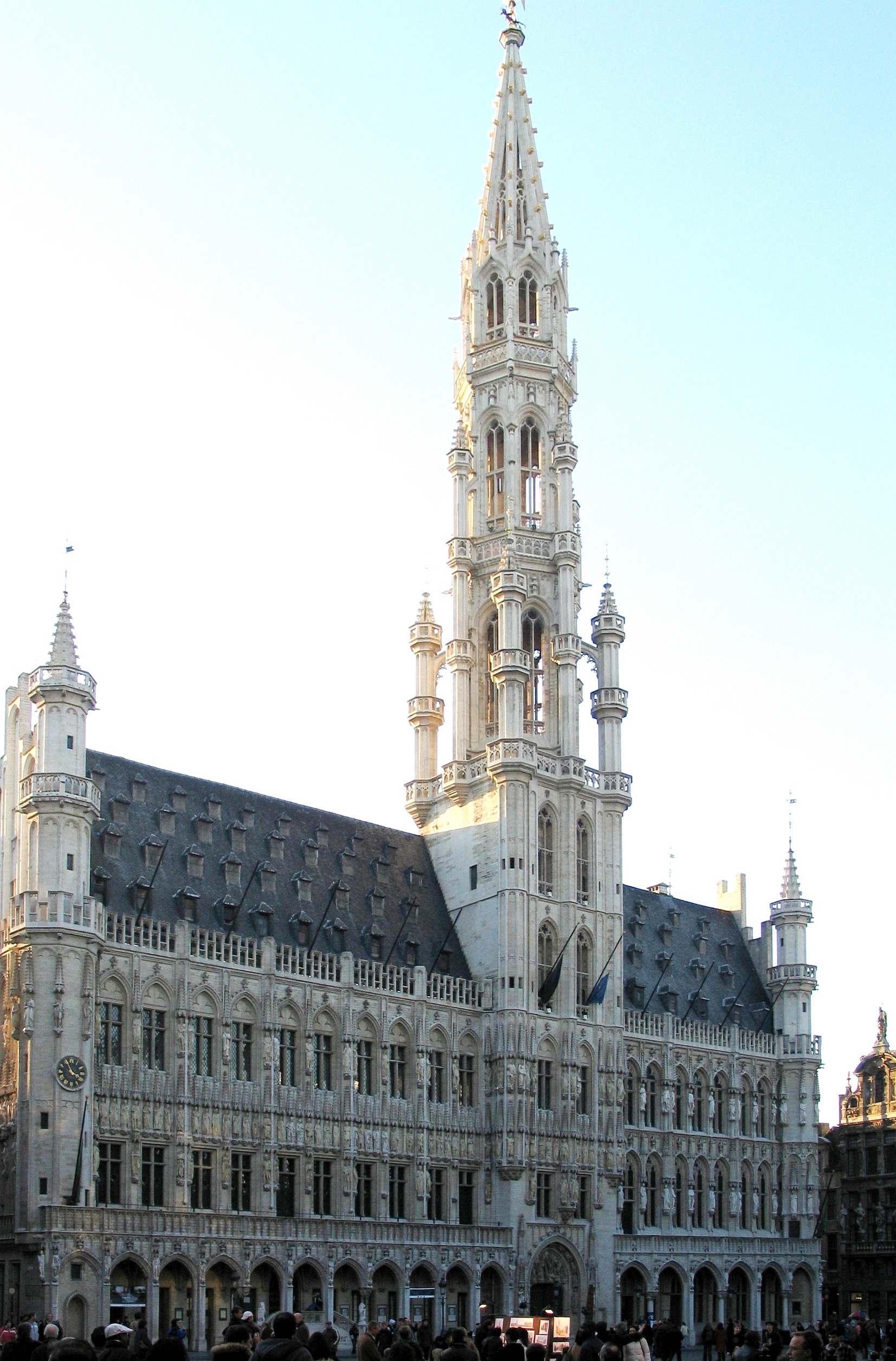
La "Tour Inimitable" del Municipio di Bruxelles, alta 96 metri, gioiello dell'Architettura gotica

Fra le sue Opere la più celebre è la cosiddetta Tour Inimitable, il Beffroi di Bruxelles, vero gioiello dell'Architettura gotica secondo lo stile brabantino che alzò fino a 96 metri fra il 1449 e il 1454. Mondialmente riconosciuta come uno dei più grandi capolavori dell'architettura civile del Medioevo.
Altre opere di van Ruysbroeck:
- Fontana dell'Ospedale di Nostra Signora ad Oudenaarde (1443-1445) ;
- Torre della Chiesa di San Geltrude a Lovanio, (1453) ;
- Parzialmente la Collegiata dei Santi Pietro e Guido di Anderlecht (1479-1485) ;
- Gli sono attribuite anche le torri della Cattedrale di Bruxelles (1470-1485).